# Себекемсаф I
Себекемсаф I — давньоєгипетський фараон з XVII династії.